# Charles Finn
Charles „Charley“ Thornton Finn (* 28. Juli 1897 in Bakersfield, Kalifornien; † 13. Januar 1974 in Los Angeles, Kalifornien) war ein Wasserballspieler aus den Vereinigten Staaten, der 1932 eine olympische Bronzemedaille gewann.

## Karriere
Charles Finn spielte beim Los Angeles Athletic Club, mit dessen Wasserballmannschaft er sich zweimal für die Teilnahme an Olympischen Spielen qualifizieren konnte.
Bei den Olympischen Spielen 1932 war Finn mit 35 Jahren das älteste Mitglied seiner Mannschaft. Der Verteidiger spielte in allen vier Partien mit. Am Ende lagen hinter den Ungarn die deutsche Mannschaft und das US-Team nach Punkten gleichauf, wegen der besseren Tordifferenz erhielten die Deutschen die Silbermedaille und die Mannschaft aus den Vereinigten Staaten Bronze. Vier Jahre später war der nun 39-jährige Finn auch bei den Olympischen Spielen 1936 in Berlin dabei und wirkte in allen drei Spielen mit. Das US-Team schied nach der Vorrunde aus.